# Gerardo Torrado
Gerardo Torrado Díez de Bonilla (ur. 30 kwietnia 1979 w mieście Meksyk) – meksykański piłkarz występujący na pozycji defensywnego pomocnika. Od stycznia 2004 posiada również obywatelstwo hiszpańskie. Menedżer sportowy.

## Kariera klubowa
Dziadkowie Torrado pochodzą z Hiszpanii, jednak Gerardo urodził się już w stołecznym mieście Meksyk. Jego pierwszym klubem w karierze był tamtejszy Pumas UNAM, w barwach którego zadebiutował w 1997 roku w lidze meksykańskiej. W pierwszych dwóch sezonach w UNAM grał mało – zaledwie 14 meczów. Jednak już w sezonie 1999/2000 był podstawowym zawodnikiem zespołu, a z UNAM doszedł do półfinału fazy Clausura.
Latem 2000 Torrado przeszedł do hiszpańskiego CD Tenerife, z którym zajął na koniec sezonu 3. miejsce i awansował do Primera División. W 2001 niespodziewanie odszedł jednak z klubu i został zawodnikiem drugoligowego Polideportivo Ejido. Spędził tam tylko pół roku i już zimą 2002 był zawodnikiem pierwszoligowego Sevilla FC. W La Liga Torrado zadebiutował 6 lutego w zremisowanym 0:0 meczu z CA Osasuna. W Sevilli mimo spędzonych lat nie zdołał przebić się do podstawowego składu i przez 2,5 roku rozegrał tylko 40 meczów w jej barwach. Największym sukcesem było zajęcie 6. miejsca w sezonie 2003/2004 i awans do Pucharu UEFA. Na sezon 2004/2005 Torrado przeszedł do Racingu Santander, któremu pomógł utrzymać się w lidze.
W 2005 roku Gerardo wrócił do ojczyzny i został zawodnikiem Cruz Azul, w którym powrócił do dawnej formy. W sezonie 2005/2006 dwukrotnie odpadł z tym klubem w ćwierćfinałach play-off. W fazie Apertura sezonu 2006/2007 sytuacja się powtórzyła, a w fazie Clausura odpadł z Cruz Azul w półfinale. Ze stołeczną drużyną trzykrotnie wywalczył wicemistrzostwo Meksyku (Clausura 2008, Apertura 2008, Apertura 2009) i dwukrotnie Ligi Mistrzów CONCACAF (2009, 2010). Kilkukrotnie został wybierany najlepszym defensywnym pomocnikiem ligi.
| Sezon   | Klub                | Kraj              | Rozgrywki                    | Mecze | Bramki |
| ------- | ------------------- | ----------------- | ---------------------------- | ----- | ------ |
| 1997/98 | Pumas UNAM          | Meksyk            | Liga MX                      | 5     | 0      |
| 1998/99 | Pumas UNAM          | Meksyk            | Liga MX                      | 9     | 0      |
| 1999/00 | Pumas UNAM          | Meksyk            | Liga MX                      | 30    | 1      |
| 2000/01 | CD Tenerife         | Hiszpania         | Segunda División             | 36    | 1      |
| 2001/02 | Polideportivo Ejido | Hiszpania         | Segunda División             | 12    | 0      |
| 2001/02 | Sevilla FC          | Hiszpania         | Primera División             | 8     | 0      |
| 2002/03 | Sevilla FC          | Hiszpania         | Primera División             | 22    | 0      |
| 2003/04 | Sevilla FC          | Hiszpania         | Primera División             | 10    | 0      |
| 2004/05 | Racing Santander    | Hiszpania         | Primera División             | 19    | 0      |
| 2005/06 | Cruz Azul           | Meksyk            | Liga MX                      | 29    | 3      |
| 2006/07 | Cruz Azul           | Meksyk            | Liga MX                      | 34    | 2      |
| 2007/08 | Cruz Azul           | Meksyk            | Liga MX                      | 41    | 2      |
| 2008/09 | Cruz Azul           | Meksyk            | Liga MX                      | 33    | 3      |
| 2009/10 | Cruz Azul           | Meksyk            | Liga MX                      | 30    | 1      |
| 2010/11 | Cruz Azul           | Meksyk            | Liga MX                      | 33    | 0      |
| 2011/12 | Cruz Azul           | Meksyk            | Liga MX                      | 18    | 0      |
| 2012/13 | Cruz Azul           | Meksyk            | Liga MX                      | 37    | 1      |
| 2013/14 | Cruz Azul           | Meksyk            | Liga MX                      | 26    | 0      |
| 2014/15 | Cruz Azul           | Meksyk            | Liga MX                      | 31    | 0      |
| 2015/16 | Cruz Azul           | Meksyk            | Liga MX                      | 21    | 0      |
| 2016    | Indy Eleven         | Stany Zjednoczone | North American Soccer League |       |        |

## Kariera reprezentacyjna
W 1999 roku Torrado występował z młodzieżową reprezentacją Meksyku U–20 na Młodzieżowych Mistrzostwach Świata w Nigerii, na których doszedł do ćwierćfinału. W tym samym roku, 9 czerwca, Torrado zadebiutował w pierwszej reprezentacji w zremisowanym 2:2 meczu z Argentyną, w lipcu został powołany do kadry na Copa América 1999, a w ćwierćfinale z Peru (3:3) zdobył jednego z goli dla swojej drużyny. Z Meksykiem ostatecznie zajął trzecie miejsce w tym turnieju.
Torrado wystąpił także w turnieju Copa América 2001, na którym grał w pierwszej jedenastce, a z Meksykiem dotarł do finału. W finałowym meczu z gospodarzami, Kolumbią został w 90 minucie wyrzucony z boiska, a Meksyk przegrał 0:1.
W 2002 roku Torrado został powołany przez Javiera Aguirre na Mistrzostwa Świata 2002. Zagrał tam we wszystkich meczach grupowych, w jednym z nich, z Ekwadorem (1:2) zdobył gola. Z Meksykiem dotarł do 1/8 finału, w której rozegrał 79 minut meczu z USA (0:2).
W 2006 roku Torrado znów znalazł się w kadrze na mistrzostwa świata, tym razem na Mundial w Niemczech. Zagrał w dwóch meczach grupowych: wygranym 3:1 z Iranem oraz zremisowanym 0:0 z Angolą, a następnie w przegranym 1:2 po dogrywce meczu 1/8 finału z Argentyną.
W 2010 roku Torrado wystąpił na swoim trzecim mundialu w karierze, w RPA. Ponownie był podstawowym graczem meksykańskiej kadry, rozgrywając wszystkie cztery spotkania i odpadając z drużyną w 1/8 finału po przegranym 1:3 spotkaniu z Argentyną.